# Lindsaea kajewskii
Lindsaea kajewskii är en ormbunkeart som beskrevs av Edwin Bingham Copeland. Lindsaea kajewskii ingår i släktet Lindsaea och familjen Lindsaeaceae. Inga underarter finns listade.